# Clyde Lovellette
Clyde Lovellette (Petersburg (Indiana), 7 september 1929 – North Manchester, 9 maart 2016) was een Amerikaans basketbalspeler.

## Biografie
Lovellette werd in de NBA Draft verkozen door de Minneapolis Lakers in 1952. Datzelfde jaar nam hij deel aan de Olympische Zomerspelen waarbij de Amerikaanse selectie de gouden medaille won. Tussen 1953 en 1957 speelde hij voor de Lakers in de NBA. De Lakers speelden kampioen in 1954 en in zijn vierde seizoen NBA werd hij verkozen als speler voor de NBA All-Star Game. Na een seizoen bij de Cincinnati Royals ging hij voor vier jaar naar de St. Louis Hawks. Hij sloot zijn carrière in 1964 af bij Boston Celtics. 
Lovellette overleed in 2016 op 86-jarige leeftijd. 
12 Holstein ·
15 Schnittker ·
17 Pollard ·
18 Saul ·
19 Mikkelsen ·
20 Skoog ·
22 Martin ·
34 Lovellette ·
99 Mikan ·
Coach Kundla
4 Lovellette ·
6 Russell ·
12 Swartz ·
14 Cousy ·
15 Heinsohn ·
16 Sanders ·
17 Havlicek ·
18 Loscutoff ·
20 Guarilia ·
23 Ramsey ·
24 S. Jones ·
25 KC Jones ·
Coach Auerbach
4 Lovellette ·
6 Russell ·
12 Naulls ·
15 Heinsohn ·
16 Sanders ·
17 Havlicek ·
18 Loscutoff ·
20 Siegfried ·
21 McCarthy ·
23 Ramsey ·
24 S. Jones ·
25 KC Jones ·
Coach Auerbach